# Lappträsk
För andra betydelser, se Lappträsk (olika betydelser).
Lappträsk (finska: Lapinjärvi) är en kommun i östra delen av landskapet Nyland i Finland. Lappträsk kommun grundades år 1575, och klassas som en landsbygdskommun. Sitt namn torde kommunen ha fått efter sjön Lappträsket (finska: Lapinjärvi). Kommunen gränsar i väster till Mörskom kommun, i norr både till Orimattila stad och Itis kommun, i öster till Kouvola stad och i söder till Lovisa stad. Folkmängden i Lappträsk kommun uppgår till cirka 2 580 invånare och den totala arealen utgörs av 339,31 km².  Folkmängden i centralorten Kapellby uppgick den 31 december 2014 till 783 invånare.
Lappträsk kommuns språkliga status är tvåspråkig med finska som majoritetsspråk (62,8 %) och svenska som minoritetsspråk (33,1 %). Kommunen är det svenska språkområdets nordostligaste utpost.
Lappträsk kommun ingår i Lovisa ekonomiska region.

## Historia
Svenskar från i huvudsak Svealand inflyttade sannolikt i mitten av 1200-talet till östra Nyland. När Lappträsk kapellförsamling uppkom är oklart. År 1414 nämns S:t Lars kapell i Lappträsk. Enligt sägnen låg det första kapellet i Ingermansby. Senare, troligen någon gång på 1400-talet, flyttades kapellet till den by som fick namnet Kapellby. S:t Matts kapell i Kapellby omnämns första gången 1556.
Kung Johan III förordnade 15 september 1575 att Lappträsk skulle bli en självständig församling inom Viborgs stift. Första kyrkoherden var Peder Johannis. Byarna Ingermansby, Kapellby, Norrby, Porlom och Rudom hade därförinnan varit underlagda Pernå församling, medan Bäckby, Harsböle, Hindersby, Kimoböle, Labby, Lindkoski och Pockar hade varit underlagda Pyttis församling. I administrativt (kameralt) hänseende hade dock Kapellby hört till Pyttis och Kimoböle till Elimä.
Även efter det att Lappträsk hade blivit en självständig församling kom byarna Ingermansby, Norrby, Porlom och Rudom fortsättningsvis att kameralt höra till Pernå och resten av byarna till Pyttis. En administrativ socken var i förvaltningshänseende en helhet. Det betydde i praktiken att de lappträskbor som bodde i de västra byarna hade gemensamma ting och gemensam länsman med pernåborna. För övriga lappträskbor var dessa myndigheter gemensamma med Pyttis.

## Geografi

### Orter

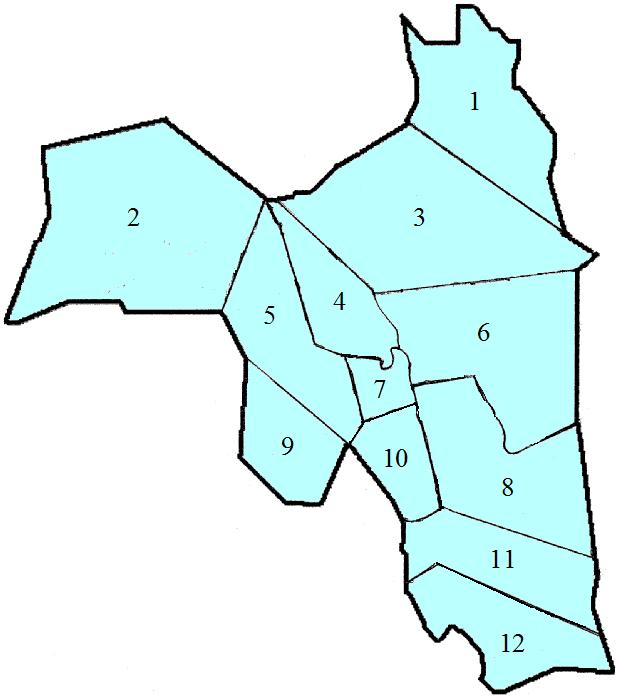
Byarna i Lappträsk

Numren efter byarnas namn hänvisar till kartan.
- Bäckby [10] (fi. Pekinkylä)
- Harsböle [12]
- Hindersby [8] (fi. Heikinkylä)
- Ingermansby, hette tidigare Lappträsk by [5] (fi. Ingermaninkylä) med Sjökulla
- Kapellby [7] (fi. Kirkonkylä). Enda orten inom kommunen som klassas som en tätort. Bostadsområden Marieberg och Brödkärret.
- Kimoböle [1] (uttalas tjimå-, fi. Kimonkylä)
- Labby [11] (fi. Lapinkylä)
- Lindkoski [6]
- Norrby, tidigare även Vasarby [4] (fi. Vasarankylä)
- Pockar [3] (fi. Pukaro)
- Porlom [2] (fi. Porlammi)
- Rudom [9] (fi. Rutumi).

## Politik

### Mandatfördelning i Lappträsks kommun, valen 1976–2025
| 1 | 5 | 7 | 8 |

| 1 | 5 | 5 | 8 | 2 |

| 5 | 5 | 9 | 2 |

| 4 | 1 | 5 | 9 | 2 |

| 5 | 1 | 5 | 9 | 1 |

| 5 | 5 | 10 | 1 |

| 5 | 6 | 9 | 1 |

| 5 | 1 | 6 | 9 |

| 13 | 8 |

| 4 | 1 | 6 | 8 | 2 |

| 14 | 7 |

| 3 | 1 | 6 | 9 | 2 |

| 13 | 8 |

| 3 | 2 | 5 | 9 | 2 |

| 14 | 7 |

| 3 | 1 | 2 | 4 | 8 | 3 |

| 12 | 9 |

| 3 | 1 | 5 | 9 | 3 |

| 13 | 8 |

### Vänorter
Lappträsk kommun har tre aktiva vänorter och en inaktiv: 
- Älmhults kommun, Sverige, sedan 1981
- Time kommun, Norge, sedan 1985
- Allerøds kommun, Danmark, 1962-2014.[12]
- Kohila, Estland, sedan 1989.[13]

## Befolkningsutveckling
| Befolkningsutvecklingen i Lappträsks kommun 1975–2020                                                        | Befolkningsutvecklingen i Lappträsks kommun 1975–2020 | Befolkningsutvecklingen i Lappträsks kommun 1975–2020 | Befolkningsutvecklingen i Lappträsks kommun 1975–2020 | Befolkningsutvecklingen i Lappträsks kommun 1975–2020 |
| --- | ----------------------------------------------------- | ----------------------------------------------------- | ----------------------------------------------------- | ----------------------------------------------------- |
| |                                                       |                                                       |                                                       |                                                       |
| År |                                                       |                                                       | Folkmängd                                             |                                                       |
| 1975 | 1975                                                  |                                                       | 3 811                                                 |                                                       |
| 1980 | 1980                                                  |                                                       | 3 614                                                 |                                                       |
| 1985 | 1985                                                  |                                                       | 3 368                                                 |                                                       |
| 1990 | 1990                                                  |                                                       | 3 306                                                 |                                                       |
| 1995 | 1995                                                  |                                                       | 3 139                                                 |                                                       |
| 2000 | 2000                                                  |                                                       | 3 011                                                 |                                                       |
| 2005 | 2005                                                  |                                                       | 2 937                                                 |                                                       |
| 2010 | 2010                                                  |                                                       | 2 872                                                 |                                                       |
| 2015 | 2015                                                  |                                                       | 2 774                                                 |                                                       |
| 2020 | 2020                                                  |                                                       | 2 621                                                 |                                                       |
| Anm: Uppgifterna avser förhållandena den 31 december nämnda år enligt områdesindelningen den 1 januari 2022. |                                                       |                                                       |                                                       |                                                       |

## Kända personer från Lappträsk
- Carl Gustaf Jack - officer vid Savolaks regemente som erhöll För tapperhet i fält efter Slaget vid Oravais 1808.

## Externa länkar

Ett axplock bilder från Lappträsk
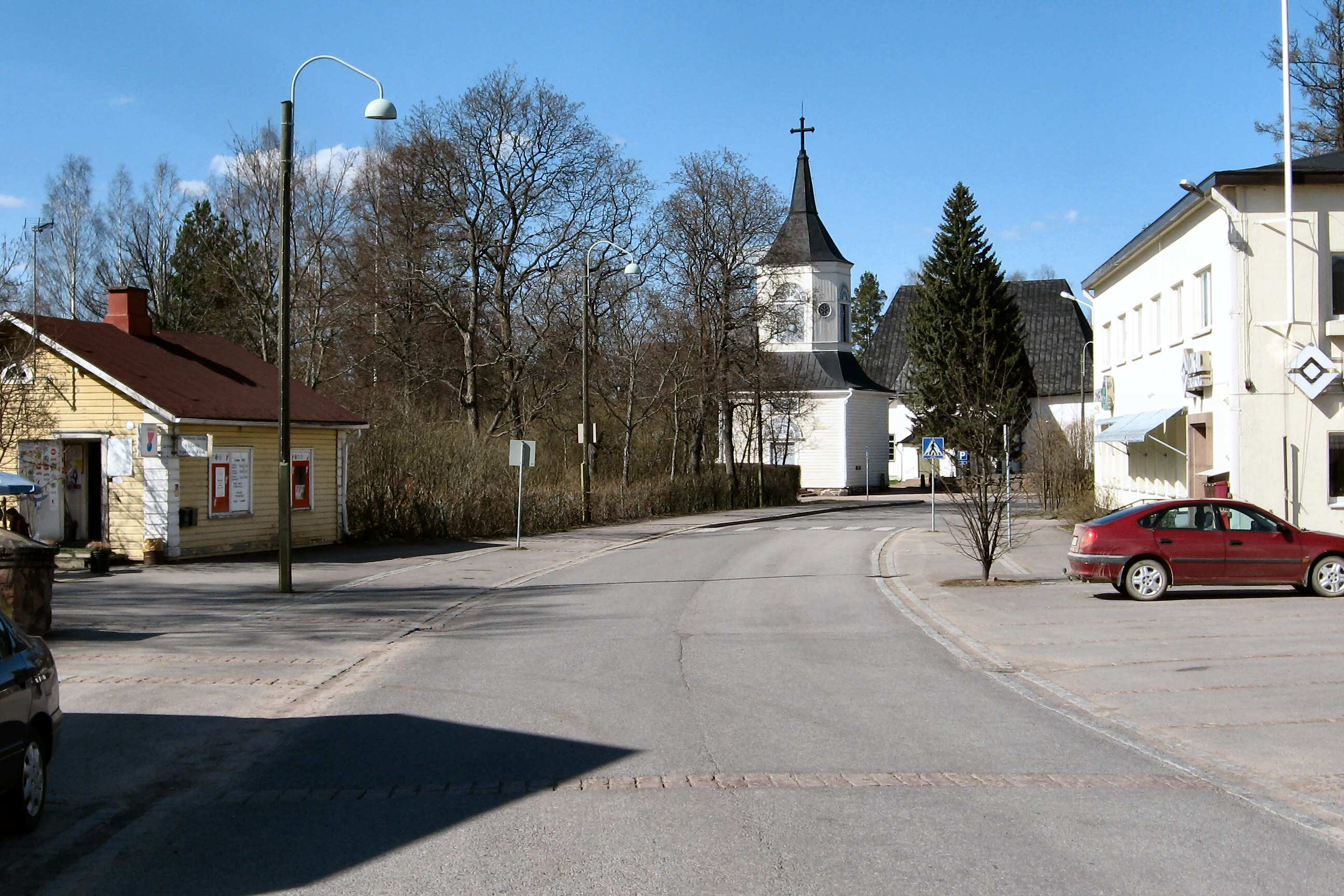
Lappträsks centrum i Kapellby.
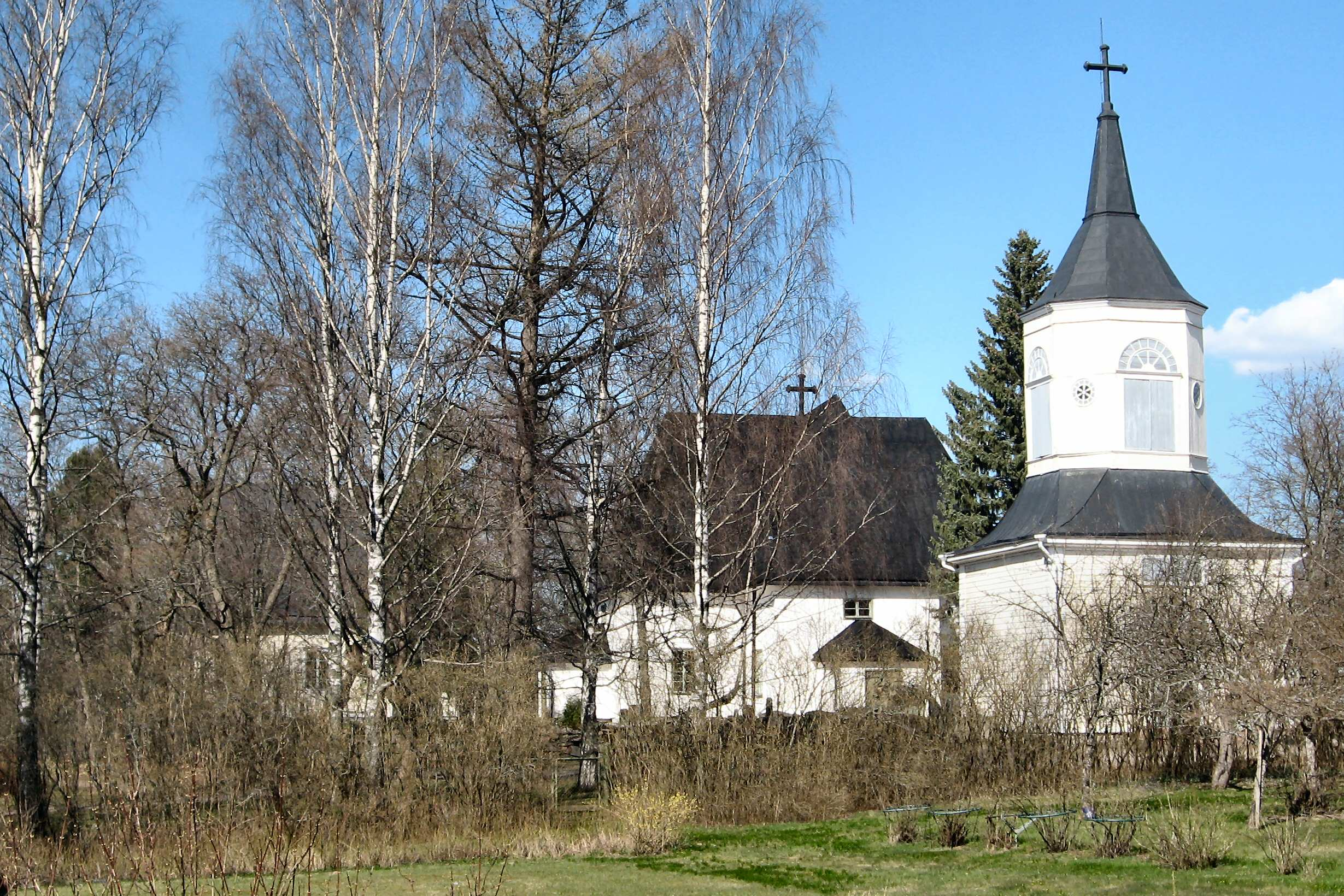
I Lappträsk finns faktiskt två kyrkor invid varandra. T.v. den lilla (finska) kyrkan (byggd 1744-46), i mitten den stora (svenska) kyrkan (1743-46) och t.h. klockstapeln (början av 1720-talet). - De båda kyrkorna återspeglas även i kommunens vapen.
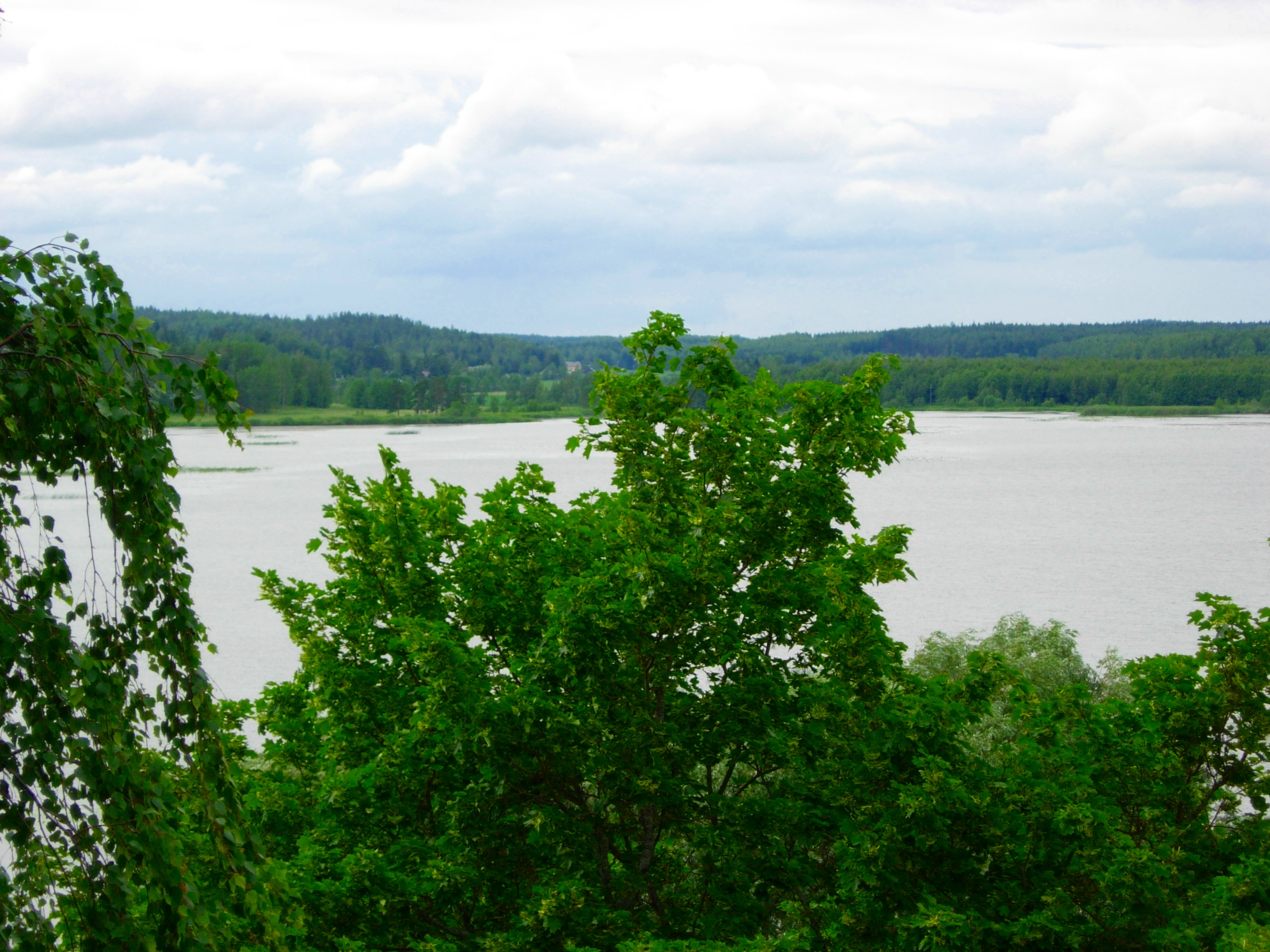
Utsikt över Lappträsket.